# Crashings
| Críticas profissionais                                                      | Críticas profissionais |
| Avaliações da crítica                                                       | Avaliações da crítica  |
| Fonte                                                                       | Avaliação              |
| --------------------------------------------------------------------------- | ---------------------- |
| allmusic                                                                    | link                   |
| Jesus Freak Hideout                                                         | link                   |
| Esta tabela precisa de ser acompanhada por texto em prosa. Consulte o guia. |                        |

Crashings é o álbum de estreia da banda Falling Up, lançado a 24 de fevereiro de 2004.

## Faixas
Todas as faixas por Falling Up, exceto onde anotado.
1. "Bittersweet" — 3:15
2. "Symmetry" — 3:13
3. "Broken Heart" — 3:07
4. "Escalates" — 2:48
5. "New Hope Generation" (Falling Up, Ben Hulburt) — 2:55
6. "The Gathering" — 2:33
7. "Jacksonfive" (Falling Up, Jon Micah, Ben Hulburt, Paul Wright, Ryan Clark) — 3:56
8. "Divinity" — 3:18
9. "Places" — 2:42
10. "Falling In Love" — 4:04
11. "Ambience" — 3:33
12. "Arafax Deep" — 3:19

## Desempenho nas paradas musicais
| Parada musical (2004)                 | Posição |
| ------------------------------------- | ------- |
| Estados Unidos - Top Christian Albums | 32      |
| Estados Unidos - Top Heatseekers      | 42      |